# Кубок Німеччини з футболу 1988—1989
Кубок Німеччини з футболу 1988—1989 — 46-й розіграш кубкового футбольного турніру в Німеччині, 37-й кубковий турнір на території Федеративної Республіки Німеччина після закінчення Другої світової війни. У кубку взяли участь 64 команди. Переможцем кубка Німеччини вдруге стала дортмундська Боруссія.

## Другий раунд
| Команда 1                        | Рахунок | Команда 2                     |
| -------------------------------- | ------- | ----------------------------- |
| 24 вересня 1988                  |         |                               |
| Хойсдорф (3)                     | 0:5     | Баварія                       |
| Уніон (Солінген) (2)             | 2:2 дч  | Фортуна (Кельн) (2)           |
| Ройтлінген-1905 (3)              | 1:1 дч  | Рот-Вайс (Ессен) (2)          |
| Ландсгут (3)                     | 1:2     | Алеманія (Аахен) (2)          |
| Еммендінген (3)                  | 1:3     | Веен (3)                      |
| 25 вересня 1988                  |         |                               |
| Оснабрюк (2)                     | 0:1     | Гамбург                       |
| Зальмрор-Дербах (3)              | 0:1 дч  | Саарбрюкен (2)                |
| 5 жовтня 1988                    |         |                               |
| Вердер                           | 6:1     | Байройт (2)                   |
| 12 жовтня 1988                   |         |                               |
| Баєр 05 Юрдінген                 | 5:4 дч  | Айнтрахт (Франкфурт-на-Майні) |
| 12 жовтня 1988 (перегравання)    |         |                               |
| Рот-Вайс (Ессен) (2)             | 3:1     | Ройтлінген-1905 (3)           |
| 13 жовтня 1988 (перегравання)    |         |                               |
| Фортуна (Кельн) (2)              | 5:2     | Уніон (Солінген) (2)          |
| 30 жовтня 1988                   |         |                               |
| Остергольц-Теневер (Бремен) (3)  | 0:6     | Баєр 04                       |
| 1 листопада 1988                 |         |                               |
| Кельн                            | 1:2     | Вальдгоф                      |
| Нюрнберг                         | 1:1 дч  | Карлсруе СК                   |
| Боруссія (Дортмунд)              | 2:1     | Гомбург (2)                   |
| Саар-05 (Саарбрюкен) (3)         | 3:3 дч  | Шальке 04 (2)                 |
| 2 листопада 1988                 |         |                               |
| Кайзерслаутерн                   | 5:0     | Кікерс (Оффенбах) (2)         |
| 29 листопада 1988                |         |                               |
| Штутгарт                         | 3:2 дч  | Бохум                         |
| 29 листопада 1988 (перегравання) |         |                               |
| Карлсруе СК                      | 1:0     | Нюрнберг                      |
| Шальке 04 (2)                    | 7:1     | Саар-05 (Саарбрюкен) (3)      |

## Третій раунд
| Команда 1            | Рахунок | Команда 2            |
| -------------------- | ------- | -------------------- |
| 16 листопада 1988    |         |                      |
| Гамбург              | 3:1     | Рот-Вайс (Ессен) (2) |
| 9 грудня 1988        |         |                      |
| Веен (3)             | 2:3     | Кайзерслаутерн       |
| Вердер               | 3:1 дч  | Фортуна (Кельн) (2)  |
| 10 грудня 1988       |         |                      |
| Шальке 04 (2)        | 2:3     | Боруссія (Дортмунд)  |
| Баєр 04              | 5:2     | Вальдгоф             |
| Алеманія (Аахен) (2) | 1:4     | Баєр 05 Юрдінген     |
| Штутгарт             | 2:0 дч  | Саарбрюкен (2)       |
| 14 грудня 1988       |         |                      |
| Баварія              | 3:4 дч  | Карлсруе СК          |

## Чвертьфінали
| Команда 1           | Рахунок | Команда 2        |
| ------------------- | ------- | ---------------- |
| 28 березня 1989     |         |                  |
| Баєр 04             | 2:0     | Баєр 05 Юрдінген |
| 29 березня 1989     |         |                  |
| Штутгарт            | 4:0     | Кайзерслаутерн   |
| Гамбург             | 0:1     | Вердер           |
| Боруссія (Дортмунд) | 1:0     | Карлсруе СК      |

## Півфінали
| Команда 1           | Рахунок | Команда 2 |
| ------------------- | ------- | --------- |
| 9 травня 1989       |         |           |
| Боруссія (Дортмунд) | 2:0     | Штутгарт  |
| 10 травня 1989      |         |           |
| Баєр 04             | 1:2     | Вердер    |

## Фінал
| 24 червня 1989 20:00 (CET) |

| Боруссія (Дортмунд)              | 4:1      | Вердер    |
| -------------------------------- | -------- | --------- |
| Дікель 21', 73' Міль 58' Луш 74' | Протокол | Рідле 15' |

| Олімпіаштадіон, Західний Берлін Глядачів: 76 500 Арбітр: Карл-Гайнц Трічлер |